# Территория Индиана
Территория Индиана (англ. Territory of Indiana) — инкорпорированная организованная территория США, существовавшая с 4 июля 1800 года по 7 ноября 1816 года.

## История
Слово «Индиана» означает «земля индейцев». Территории к югу от реки Огайо издавна были охотничьими угодьями различных племён с Северо-Запада, и первые поселенцы в Кентукки называли северный берег Огайо «землёй индейцев». В 1768 году Уильям Джонсон подписал с ирокезами договор в Форт-Стэнвиксе, по которому те передавали права поселенцам на ряд территорий севернее реки Огайо. Для реализации этих прав колонистами была создана «Indiana Land Company». Претензии компании были оспорены рядом колоний, а затем разразилась Война за независимость США, и дело затормозилось. Согласно Парижскому мирному договору 1783 года территория к северо-западу от реки Огайо была передана британцами Соединённым Штатам, но форты к северо-западу от реки Огайо остались под контролем британцев, и индейцы, получая через них оружие и снабжение, продолжали воевать против США.
Оказавшись после войны в тяжелом экономическом положении, Конгресс пытался решить свои финансовые проблемы за счет продажи земельных владений на индейских территориях, привлекая на них земельных спекулянтов и колонистов, нуждающихся в свободных землях. В 1785 и 1787 годах Конгресс пытался заключить мирный договор с некоторыми индейскими племенами. Но столкновения между индейцами и белыми продолжались.
13 июля 1787 года актом Конгресса Конфедерации была создана Северо-Западная территория. На момент её создания на землях, впоследствии составивших территорию Индиана, имелось всего три американских поселения: Винсеннес, Каскаскиа и Кларксвилл. Поселенцев-европейцев было менее пяти тысяч, в то время как индейцев здесь проживало от 20 до 75 тысяч человек. В 1794 году был заключён Гринвилльский договор, согласно которому индейская конфедерация разрешала белым поселенцам обосноваться к северу от реки Огайо, признала американский суверенитет над Северо-западными территориями и выдала десять вождей в заложники до возвращения пленных американцев. В том же году США заключили договор Джея с Великобританией, согласно которому британцы обещали вывести свои войска из фортов на этих территориях и разрешить американским купцам вести торговлю в британской Вест-Индии.
В 1800 территория Северо-Запада была разделена на западную (Индиана) и восточную часть (Огайо). Соответствующий Акт Конгресса был подписан президентом Джоном Адамсом 7 мая 1800 года и вступил в силу 4 июля 1800 года.

## Губернаторство Гаррисона
Так как на момент создания Территории Индиана там было всего три американских поселения, то территории вокруг них стали тремя первыми округами, остальные же земли не имели над собой административных структур. Первым губернатором территории стал Уильям Гаррисон, но к месту службы он прибыл лишь в январе 1801 года, и до его прибытия его обязанности исполнял секретарь территории Джон Гибсон. Помогал губернатору управлять территорией Генеральный Суд из трёх судей, назначаемых губернатором; Генеральный Суд был высшей законодательной и юридической властью.
Ординанс 1787 года (выпущенный Конгрессом для Северо-Западной территории, и продолживший действовать для Территории Индиана) предоставлял губернатору весьма широкие права: он имел право назначения всех чиновников на Территории, Территориальной Ассамблеи, обладал властью для создания административно-территориальных единиц. Так как его политическая судьба была тесно связана с возможностью преобразования Индианы в штат, Гаррисон рьяно принялся за увеличение территории. В 1803 году президент Томас Джефферсон делегировал Гаррисону право на заключение на территории Индиана договоров с индейскими племенами, и тот заключил тринадцать договоров, обеспечивших приращение территории на 240 тысяч км².
Доступность дешёвых земель привлекла переселенцев, которые стали прибывать тысячами ежегодно. По периферии территории — вокруг Великих Озёр, на реках Миссисипи, Огайо и Вабаш — стали возникать многочисленные поселения. Однако внутренние районы оставались населены преимущественно индейцами.
После приобретения Луизианы у Франции правительство США было вынуждено заняться инкорпорированием этих земель в состав государства. На тех из приобретённых земель, что не вошли в состав Орлеанской территории, в 1803 году был создан военный округ, а 1 октября 1804 года он был преобразован в Округ Луизиана, переданный под временную юрисдикцию Территории Индиана. 4 июля 1805 года Округ Луизиана был преобразован в Территорию Луизиана.
С 1803 года Гаррисон начал лоббировать в Конгрессе отмену Статьи 6 Ординанса 1787 года, запрещающую рабовладение на Территории Индиана. Он заявлял, что разрешение рабовладения сделает эти земли привлекательнее для переселенцев и абсолютно необходимо для экономического развития территории. С 1805 года Территория Индиана получила представительство в Конгрессе США, и её первым представителем стал сторонник рабовладения Бенджамин Парк. Однако стремления Гаррисона встретили сильную оппозицию со стороны квакеров, селившихся в восточной части Территории, и сформировавших антирабовладельческую партию. На выборах 1805 года Дэвис Флойд из округа Кларк был избран в Совет территории. Меры Гаррисона по легализации рабовладения были блокированы представителями округа Сент-Клэр, которые заявили, что не поддержат рабовладение, если только Гаррисон взамен не поддержит их стремление в выделение в отдельную территорию, на что Гаррисон не соглашался. Однако в 1809 году поселенцы округа Сент-Клэр подали в Конгресс петицию о создании отдельной территории, и, несмотря на несогласие Гаррисона, была создана Территория Иллинойс. В том же году Конгресс дал Территории Индиана право создать Палату представителей. На выборах победила антирабовладельческая партия, и многие начинания Гаррисона оказались блокированы законодательным органом.
Изначально органы власти Территории Индиана размещались в Винсеннесе, на западной границе. После реорганизации 1809 года и отделения Территории Иллинойс было решено перевести администрацию в центр земель. На роль новой столицы рассматривались Мэдисон, Джефферсонвилл и Коридон; Гаррисон предпочёл Коридон — город, который он основал, которому он дал название и в котором имел собственность. В 1813 году здание в Коридоне для правительства Территории было завершено, и правительство переехало туда с максимально возможной скоростью в виду уязвимости прежнего положения перед угрозой надвигающейся войны.
Ещё в 1811 году началась война Текумсе, но разгром индейцев в сражении при Типпекану нанёс сокрушительный удар по индейской коалиции и сделал Гаррисона национальным героем. В 1812 году началась англо-американская война, в ходе которой Гаррисон, получив помощь из Кентукки, сумел вытеснить британцев и союзных им индейцев на территорию Канады.

## Превращение в штат
В 1812 году представителем Территории Индиана в Конгрессе США стал Джонатан Дженнингс, который стал всеми силами ускорять превращение Индианы в штат несмотря на то, что население Территории было всё ещё меньше 25 тысяч человек. В этом он разошёлся с новым губернатором Томасом Пози.
Томас Пози, которому было 62 года и который имел плохое здоровье, стал губернатором Территории Индиана 3 марта 1813 года. Он отказался поселиться в столице Территории в Кларидоне, и остался в Джефферсонвилле, чтобы быть поближе к своему лечащему врачу. Он был сторонником рабовладения, что также поставило его по разные стороны баррикады с Территориальной Ассамблеей.
В феврале 1815 года Палата представителей Конгресса США начала дебаты по вопросу преобразования Территории Индиана в штат. В начале 1816 года была проведена перепись населения Территории, и выяснилось, что там проживает 63.897 человек — больше, чем требовалось для превращения в штат согласно Северо-Западному Ординансу. 13 мая 1816 года был принят Разрешающий Акт, и штат получил право на формирование правительства, подотчётного Конгрессу. В 1816 году в Коридоне собрался Конституционный конвент, и 10 июня был готов черновой вариант Конституции Индианы. В ноябре Конституция была одобрена Конгрессом, и территориальное правительство было расформировано. Таким образом, Территория Индиана стала Штатом Индиана.